# Сольтанабаде-Аран
Сольтанабаде-Аран (перс. سلطان‌آباد اران‎) — село на севере Ирана, в остане Альборз. Входит в состав шахрестана Саводжболаг. Является частью дехестана (сельского округа) Сеидабад Центрального бахша.

## География
Село находится в центральной части Альборза, к югу от хребта Эльбурс, на расстоянии приблизительно 19 километров к западу от Кереджа, административного центра провинции. Абсолютная высота — 1276 метров над уровнем моря.

## Население
По данным переписи 2006 года население села составляло 594 человека (311 мужчин и 283 женщины). В Сольтанабаде-Аране насчитывалось 145 семей. Уровень грамотности населения составлял 63,13 %. Уровень грамотности среди мужчин составлял 67,85 %, среди женщин — 57,95 %.